# Europamästerskapen i fälttävlan 1967
Europamästerskapen i fälttävlan 1967 arrangerades i Punchestown, Irland. Tävlingen var den 8:e upplagan av europamästerskapen i fälttävlan.

## Resultat
| Placering | Ryttare         | Häst        | Land |
| --------- | --------------- | ----------- | ---- |
| 1         | Eddie Boylan    | Durlas Eile | IRL  |
| 2         | Martin Whiteley | The Poacher | GBR  |
| 3         | Derek Allhusen  | Lochinvar   | GBR  |

| Placering | Land           |
| --------- | -------------- |
| 1         | Storbritannien |
| 2         | Irland         |
| 3         | Frankrike      |